# Скотт, Милли
Марион Генриетта Луиза Молли (нидерл. Marion Henriëtte Louise Molly; род. 29 декабря 1933, Ден-Хелдер, Северная Голландия) — нидерландская певица и актриса суринамского происхождения. Участница конкурса «Евровидение-1966».

## Биография
Скотт родилась в Ден Хелдере, главной базе Королевского военно-морского флота Нидерландов, где её отец служил морским пехотинцем.
Её родители были иммигрантами из голландской колонии Суринам, в то время как её дед по отцовской линии был родом из Северного Брабанта. Будучи первой чернокожей семьей в Ден Хелдере и единственным чернокожим ребёнком в детском саду, она часто сталкивалась с дискриминацией.
В начале Второй мировой войны корабль Йохан Мауриц ван Нассау подвергся бомбардировке, в результате чего отец Скотт был тяжело ранен, после чего семья переехала в Амстердам. Вскоре после этого её отец был вызван нацистами и доставлен в Германию в качестве военнопленного. Красный Крест позже сообщил семье, что он умер там.
Научившись играть на пианино во время войны, Скотт начала давать концерты, чтобы финансово поддержать свою мать после смерти отца. В возрасте 14 лет она начала петь в любительских группах и в конце концов получила стипендию для обучения в консерватории в Амстердаме. Однако она бросила учёбу из-за сильного расизма и травли, с которыми столкнулась во время учёбы.

## Карьера
В 1953 году комик Тун Херманс пригласил Скотт выступить в одном из его шоу. По словам Херманса, имя Милли подходило ей больше, чем имя при рождении Мэрион. Следуя совету своей матери не использовать свою настоящую фамилию, она взяла сценический псевдоним Милли Скотт.
После первого выступления перед большой аудиторией она быстро построила карьеру джазовой певицы, с Лу ван Ризом в качестве её импресарио.
Работая певицей, она жила в Гамбурге, Западная Германия с 1954 года, а позже переехала в Швецию, где оставалась в течение пяти лет. В Гетеборге и Стокгольме она выступала на одной сцене со всемирно известными артистами, такими как Джуди Гарленд и Куинси Джонс. Кроме того, она поддерживала тесную дружбу со шведско-голландским певцом Корнелисом Вресвейком, которого она регулярно навещала в его доме в Лидинге.
В 1966 году Скотт пригласили принять участие в отборе Нидерландов на конкурс песни «Евровидение». Она выиграла национальный финал с песней «Fernando en Filippo», написанной Герритом ден Брабером и Кизом де Брюном. Это дало ей право представлять Нидерланды на «Евровидении-1966», проходившем в Люксембурге. Её работа получила в общей сложности два балла от международного жюри, заняв пятнадцатое место из восемнадцати песен.
Хотя «Fernando en Filippo» была чем-то вроде новой песни в то время, когда на конкурсе доминировали баллады, Скотт позже утверждала, что её разочаровывающий результат был обусловлен, по крайней мере частично, расизмом со стороны членов жюри, принимавших участие в голосовании.